# Prisión de Mataró
La antigua Prisión de Mataró es un edificio protegido como Bien de Interés Cultural (BIC) así como Bien Cultural de Interés Nacional de Cataluña, en el municipio español de Mataró (Barcelona).

## Descripción

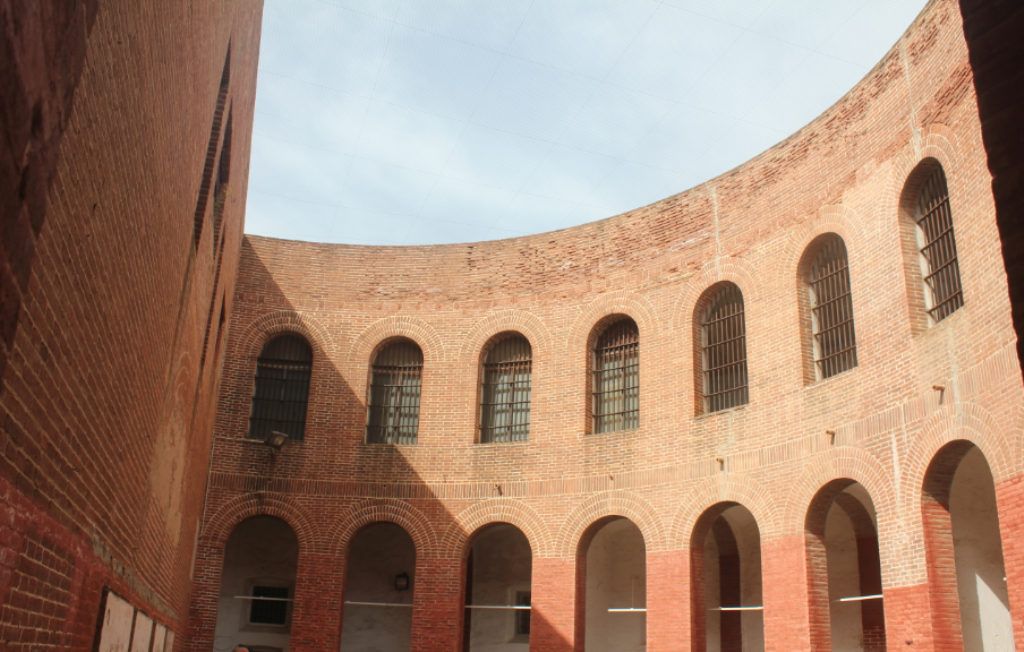
Estructura semicircular

La edificación está situada en la Riera, delante del Círculo Católico. Vista por la fachada, el aspecto de la prisión es la de una casa fortificada, a medio camino entre un palacio y un castillo, teniendo en cuenta que la parte baja de sus muros de piedra presenta una forma troncocónica. La estructura en planta es de un semicírculo precedido por un rectángulo. El cuerpo rectangular estaba destinado a dependencias administrativas, y el semicircular era donde se encontraba el patio y las celdas en planta baja y piso. La parte que corresponde a las formas rectas de la fachada y los muros laterales está hecha con ladrillo visto con grandes ventanas de medio punto con dovelas y con sillares en los ángulos de la fachada. En la parte semicircular, sin embargo, las paredes exteriores son de piedra irregular, alternando en altura con hileras verticales y horizontales de ladrillos.
La estructura semicircular de la parte trasera se refleja en el patio, que mantiene la misma estructura, con una galería de arcos de medio punto en la planta baja y ventanas del mismo tipo en el piso. En la parte exterior del semicírculo se encuentran las celdas de planta trapezoidal con cubiertas a doble vertiente.

## Historia

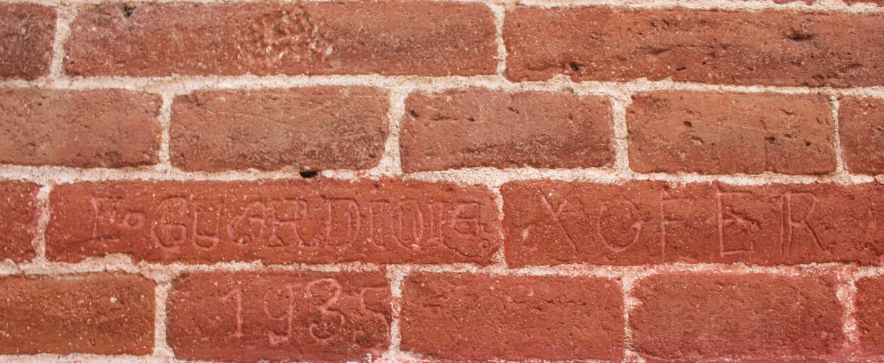
Grafiti de un preso

La prisión fue construida por el arquitecto Elías Rogent en 1851. La estructura del edificio sigue de manera clara el criterio historicista del propio arquitecto, autor del edificio neorrománico de la Universidad de Barcelona (1863-70) y de la restauración del Monasterio de Ripoll (1886-93). En el caso de la prisión de Mataró, Rogent sigue los cánones de las construcciones medievales de carácter civil, propias del Mediterráneo occidental en la Baja Edad Media, si bien tuvo en cuenta las investigaciones que en su momento se habían llevado a cabo en Europa en materia de centros penitenciarios y, en este sentido, se puede justificar la construcción de un semicírculo con el objetivo de adoptar el sistema panóptico de la arquitectura carcelaria propuesto por Jeremy Bentham, donde se garantiza la vista de todas las celdas desde el centro del patio. El edificio dejó de funcionar como prisión en 1967.